# クロスプレイ (おたく)

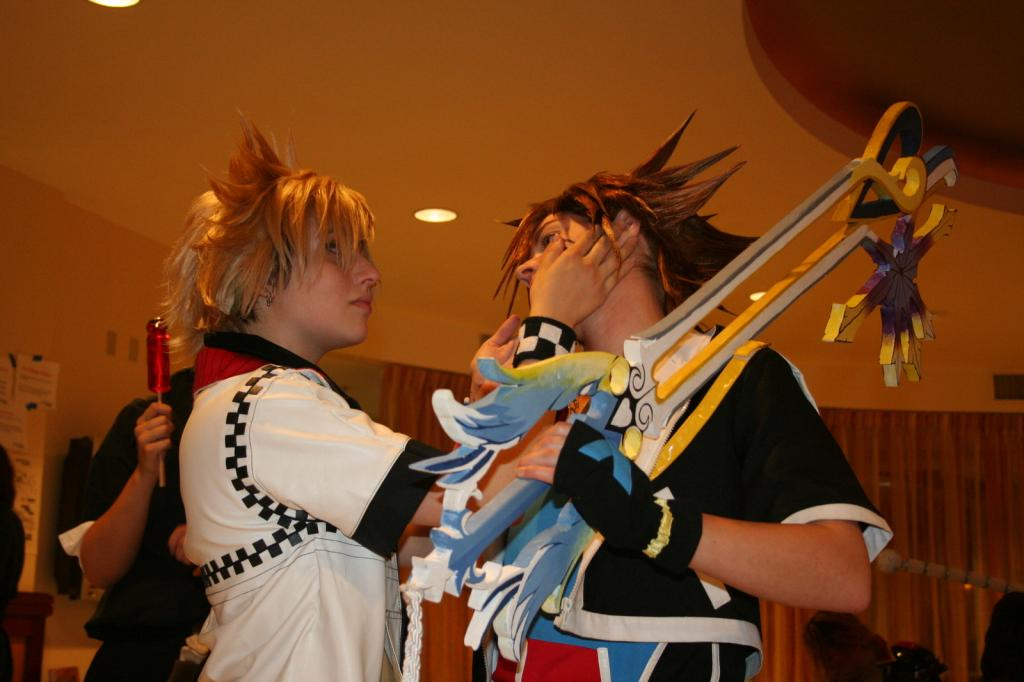
ヤオイコン(Yaoi-Con)で、男性キャラクターに扮する女性コスプレイヤー

クロスプレイ(Crossplay)は、おたく文化における、演者とキャラクターのジェンダーが逆転したコスプレのジャンルである。異性装（Cross-dressing）とコスプレ（Cosplay)のかばん語からその名がついた。
クロスプレイの目的は、さまざまである。原作において異性装をしているキャラクターをそのとおりに演じる場合もあれば、場にユーモラスな空気をもたらすことを目的としている場合もあるからである。もともとコスプレ文化の母体となっている日本のマンガやアニメにおいて、登場人物のジェンダーの逆転や多義性が珍しくないことを考えれば、クロスプレイもまた決して特異なものではない（例えば『ベルサイユのばら』のオスカルや『セーラームーン』のスリーライツ）。一方で、クロスプレイに積極的なのはもっぱら女性であり、男性はかなり消極的であるという証言もある。
クロスプレイは、コスプレ界における大きなトレンドにはなりにくい。そもそもコスプレとは、なりきるキャラクターと同じ装いをして堂々とふるまうことであり、演者のジェンダー認識や性的志向の発信とは本来無関係だからである。
着ぐるみやマスクによって、男性演者の身体や顔全体をおおいかくすことで女性キャラクターになりきるコスプレ集団「ドーラー」もクロスプレイの延長としてみることが可能である。